# 尹灵芝
尹灵芝（1931年3月12日—1947年11月3日），中国第二次国共内战期间的一个女中国共产党党员，因保护共軍軍粮和共軍转移，被阎锡山逮捕，经審判后被判處死刑，年17岁，行刑時被国军挖去右眼及用侧刀切成三段。1966年中华人民共和国山西省民政厅追认她为“刘胡兰式女烈士”，并修建了烈士陵园和尹灵芝烈士纪念馆。其出生的小镇亦被命名为尹灵芝镇。